# Бадалов, Баби
Баби Бадалов (азерб. Babi Bədəlov; род. 18 июня 1959, Лерикский район) — азербайджанский художник и поэт.

## Биография
Баби Бадалов родился в Лерике, небольшом городке недалеко от иранской границы в Талышском районе Азербайджана, в семье азербайджанца-отца и матери-талышки. Прослужив два года в Советской Армии, он переехал в Ленинград в 1980 году, где быстро стал ведущим художником андеграунда и членом неофициальной группы художников Ассоциации экспериментального изобразительного искусства. Бадалов участвовал в многочисленных художественных выставках с группой в СССР и за рубежом. В конце 1980-х он познакомился с художниками Вадимом Овчинниковым и Тимуром Новиковым, членами Новой группы художников, и стал участвовать в различных их проектах и арт-кампаниях.
Бадалов экспериментирует со словами и пишет малоизвестные стихи, смешивая языки и менталитеты разных культур. Хотя русский не его родной язык, он стал победителем конкурса стихов на Пушкинской, 10.
Работает над рядом визуальных проектов, посвященных лингвистическим исследованиям, задаваясь вопросом, как человек может стать жертвой языкового барьера, пытаясь распутать путаницу кириллицы/латиницы.
В 2007 году искусствовед и куратор Виктор Мизиано пригласил Бадалова принять участие в ряде выставок, где он представил свои аудиовизуальные проекты.
В 2010 году принял участие в «Манифеста 8» в Картахене, регион Мерсия, Испания, The Watchmen, the Liars, the Dreamers в Париже и «Lonely at the Top (LATT): Europe at Large # 5» в Mузее современного искусства, Антверпен.
В 2011 году Бадалову было предоставлено убежище во Франции из-за угроз убийства в Азербайджане из-за его гомосексуальности.
В 2019 году его работы были показаны на групповой выставке «Отель Европа: их прошлое, ваше настоящее, наше будущее» в Открытом пространстве экспериментального искусства, Тбилиси и в двух персональных выставках в Брюсселе и Утрехте.

## Публикации
- 1990: Jule Reuter, GegenKunst in Leningrad, München, ISBN 978-3781402997
- 1993: Jean-Pierre Brossard; Boris Smelov; Manoir de la ville de Martigny.; et al., Saint-Petersbourg Alter, ISBN 978-2882510525
- 2011: Bart De Baere, Europe at large: art from the former USSR, ISBN 978-9081666503
- 2012: Babi Badalov, Nuage, ISBN 978-8087259184
- 2013: The Collection as a Character, The M HKA Collection, ISBN 978-9-07282-847-7
- 2014: Catalog Tranzit Exhibition, Jan 22-Apr 13, New Museum